# Sebewe
Sebewe is een bestuurslaag in het regentschap Sumbawa van de provincie West-Nusa Tenggara, Indonesië. Sebewe telt 1437 inwoners (volkstelling 2010).